# Fabiola Guajardo
Fabiola Guajardo (Monterrey, 5 de janeiro de 1987) é uma atriz e modelo mexicana.

## Biografia
Em 2007, venceu o concurso Nuestra Belleza Nuevo León. No mesmo ano foi finalista no Nuestra Belleza México.
Em 2011, estreou na televisão com a telenovela Esperanza del corazón.
Em 2012, fez uma participação em Por ella soy Eva, interpretando Paola. Neste mesmo ano, participa da novela Corona de lágrimas, onde interpreta Norma.
Em 2013, interpreta sua primeira vilã na telenovela De que te quiero, te quiero, junto com Livia Brito e Juan Diego Covarrubias.
Em 2014, interpretou uma vilã em Yo no creo en los hombres.
Em 2015, integra o elenco da novela Pasión y poder.

## Filmografia

### Telenovelas e séries
| Ano       | Título                      | Papel                            |
| --------- | --------------------------- | -------------------------------- |
| 2012      | Por ella soy Eva            | Paola Legarreta                  |
| 2012–2013 | Corona de lágrimas          | Norma Villar                     |
| 2013–2014 | De que te quiero, te quiero | Brigitte García Pabuena          |
| 2014–2015 | Yo no creo en los hombres   | Isela Ramos Cabrera              |
| 2015–2016 | Pasión y poder              | Gabriela Díaz Vallado de Herrera |
| 2016      | La candidata                | Florencia Azcurra                |
| 2017      | Enamorándome de Ramón       | Sofía Vázquez                    |
| 2019      | Preso No. 1                 | Carolina Arteaga (jovem)         |
| 2021      | Buscando a Frida            | Silvia Cantú                     |
| 2022      | Los ricos también lloran    | Soraya Montenegro Méndez         |
| 2024      | La Historia de Juana        | Camila Montes de Armas           |

### Cinema
| Longas & Curtas-Metragens | Longas & Curtas-Metragens | Longas & Curtas-Metragens | Longas & Curtas-Metragens |
| Ano                       | Título                    | Papel                     |                           |
| ------------------------- | ------------------------- | ------------------------- | ------------------------- |
| 2012                      | Café Cea                  | Brenda                    |                           |
| 2016                      | ¿Que Culpa Tiene el Niño? | Daniela '"Dani"           |                           |
| 2016                      | El alíen y yo             | Groupie #2                |                           |